# 阿塔卡索火山

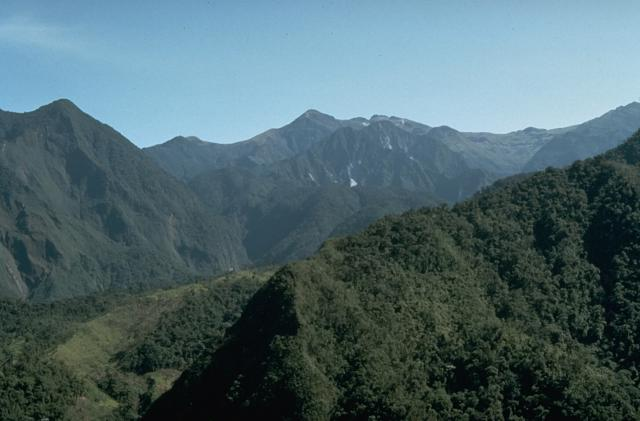

阿塔卡索火山是厄瓜多爾的火山，位於首都基多西南約25公里，属于皮欽查省，是安第斯山脈的一部分，海拔高度4,463米，最近一次火山噴發发生于公元前320年。